# Laraesima ecuadorensis
Laraesima ecuadorensis är en skalbaggsart som beskrevs av Stefan von Breuning 1974. Laraesima ecuadorensis ingår i släktet Laraesima och familjen långhorningar. Inga underarter finns listade i Catalogue of Life.